# Macrobrochis gigas
Macrobrochis gigas är en fjärilsart som beskrevs av Walker 1854. Macrobrochis gigas ingår i släktet Macrobrochis och familjen björnspinnare. Inga underarter finns listade i Catalogue of Life.

## Bildgalleri

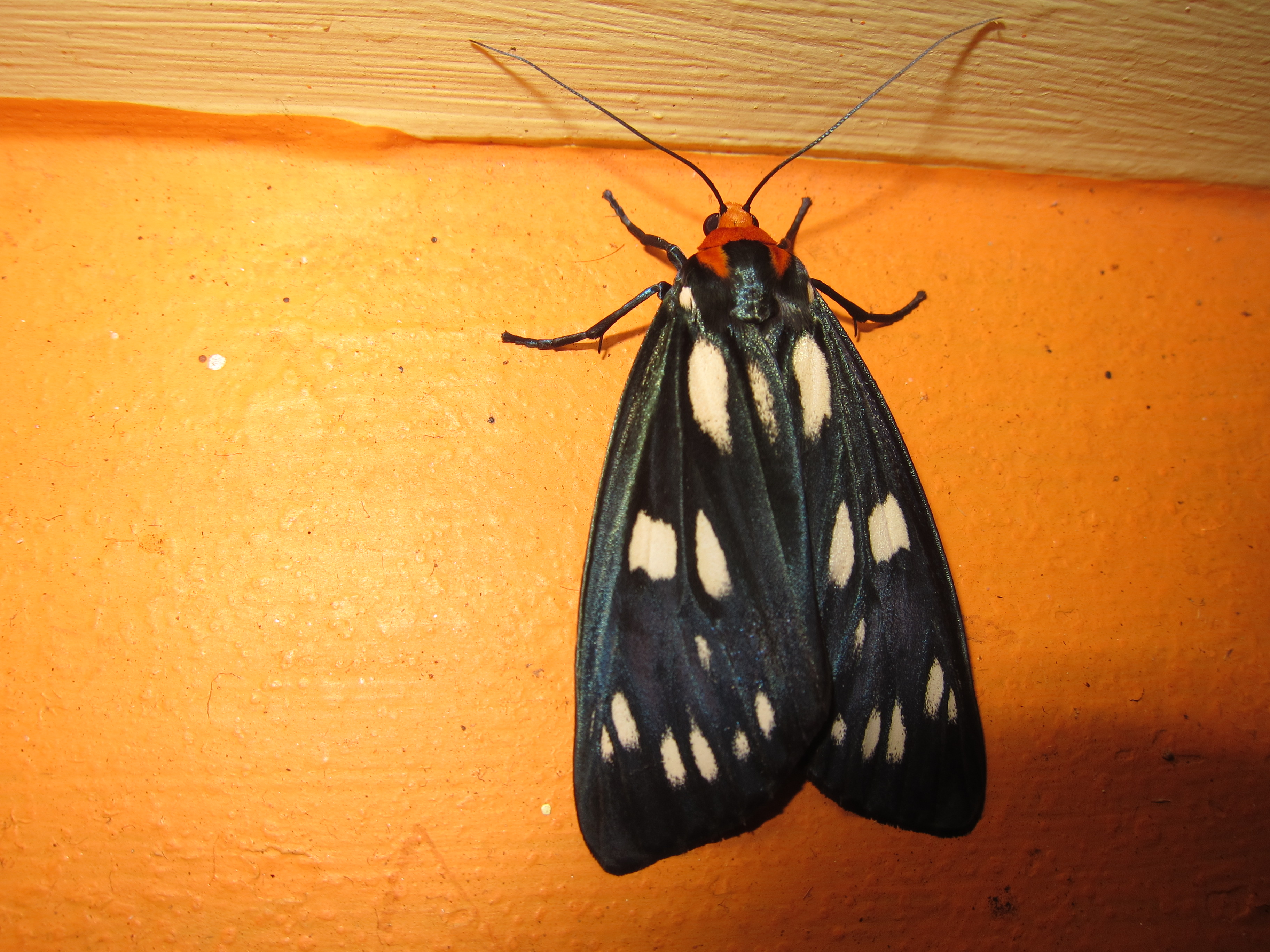